# Robin Bartlett
Robin Bartlett (* 22. April 1951 in New York) ist eine US-amerikanische Schauspielerin.

## Leben
Robin Bartlett wurde 1992 für ihren Auftritt in der Komödie Teen Agent – Wenn Blicke töten könnten für den Saturn Award nominiert. Die Rolle in der Fernsehserie Verrückt nach dir, die sie in den Jahren 1994 bis 1999 spielte, brachte ihr im Jahr 1998 eine Nominierung für den Screen Actors Guild Award.
Bartlett war zeitweise mit dem Schauspieler Alan Rosenberg verheiratet.

## Filmografie (Auswahl)
- 1980: Heaven’s Gate
- 1981: Kreuz der Gewalt (Skokie) (TV)
- 1982: Sophies Entscheidung (Sophie’s Choice)
- 1987: Mondsüchtig (Moonstruck)
- 1987: Baby Boom – Eine schöne Bescherung (Baby Boom)
- 1989: Verbrechen und andere Kleinigkeiten (Crimes and Misdemeanors)
- 1990: Alice (Alice)
- 1990: Grüße aus Hollywood (Postcards from the Edge)
- 1991: Teen Agent – Wenn Blicke töten könnten (If Looks Could Kill)
- 1991: In Sachen Henry (Regarding Henry)
- 1991: Getäuscht (Deceived)
- 1993: 12:01
- 1994–1999: Verrückt nach dir (Mad About You, Fernsehserie, 33 Folgen)
- 1995: Dangerous Minds – Wilde Gedanken (Dangerous Minds)
- 1997: Liebling, jetzt haben wir uns geschrumpft (Honey, We Shrunk Ourselves)
- 1998: Stadt der Engel (City of Angels)
- 2005: The Dying Gaul
- 2010: Shutter Island
- 2013: Inside Llewyn Davis
- 2013: American Horror Story (Fernsehserie, 4 Folgen)
- 2016–2017: Vice Principals (Fernsehserie, 6 Folgen)
- 2017: Schloss aus Glas (The Glass Castle)
- 2018: Josie – Sie umgibt ein dunkles Geheimnis (Josie)
- 2021: The Seventh Day
- 2021: Land of Dreams
- seit 2021: Der Therapeut von nebenan (The Shrink Next Door, Fernsehserie)
- 2022: Die Fabelmans (The Fabelmans)
- 2023: The Last Stop in Yuma County